# František Veselý (Fußballspieler, 1943)
František Veselý (* 7. Dezember 1943 in Prag; † 30. Oktober 2009 ebenda) war ein tschechoslowakischer Fußballspieler. Der Stürmer wurde 1976 Europameister.

## Vereinskarriere
Veselý spielte in seiner Jugend für Slavia Prag, 1962 wechselte er für zwei Jahre zu Dukla Prag, um dort seinen Wehrdienst abzuleisten. In seinem zweiten Jahr bei Dukla wurde Veselý Tschechoslowakischer Meister. In der Saison 1964/65 verhalf er Slavia zum Aufstieg in die 1. Liga. Er blieb den Rot-Weißen bis 1980 treu, der einzige Titelgewinn in diesem Zeitraum blieb der Gewinn des Tschechischen Pokals 1974, Veselý war Mannschaftskapitän.
Die letzten Jahre seiner Karriere verbrachte der rechte Außenstürmer in Österreich. In der Spielzeit 1980/81 bestritt er 20 Spiele für Rapid Wien, von 1981 bis 1983 spielte er für den SC Zwettl, seine letzte Station war 1983/84 First Vienna FC.
In der 1. Tschechoslowakischen Liga bestritt Veselý 414 Spiele, in denen er 62 Tore schoss. Zwischen 1965 und 1968 absolvierte er einhundert Spiele für Slavia Prag in Folge. Insgesamt machte der Angreifer 920 Spiele für die „Rot-Weißen“.

## Nationalmannschaft
In der tschechoslowakischen Nationalmannschaft debütierte Veselý am 19. September 1965. Die ČSSR gewann in Prag gegen Rumänien mit 3:1. Bei der Weltmeisterschaft 1970 stand er im tschechoslowakischen Kader.
Den größten Erfolg in der Nationalmannschaft feierte Veselý mit dem Gewinn der Europameisterschaft 1976. Im Halbfinale gegen die Niederlande, das die ČSSR mit 3:1 nach Verlängerung gewann, erzielte Veselý in der 118. Spielminute sein letztes von insgesamt drei Länderspieltoren. Im Finale gegen Deutschland wurde er in der 94. Minute für Karol Dobiaš eingewechselt, am für die Tschechoslowakei siegreiche Elfmeterschießen musste Veselý nicht teilnehmen. Er war als sechster Schütze seiner Mannschaft vorgesehen, doch dazu kam es nicht mehr, da Uli Hoeneß seinen Elfmeter verschoss.
Nach diesem Erfolg bestritt Veselý nur noch drei Länderspiele, das letzte am 23. März 1977 im Prager Letná-Stadion gegen Griechenland, die Tschechoslowaken gewannen mit 4:0.

## Tod
Veselý verstarb am 30. Oktober 2009 an Herzinsuffizienz.

## Sonstiges
Bereits František Veselýs gleichnamiger Vater (* 1920) spielte in der 1. Tschechoslowakischen Liga. Auch sein Sohn, ebenfalls František (* 1969), war Profifußballer.